# مارکوس لیش
مارکوس لیش (انگلیسی: Markus Lösch؛ زادهٔ ۲۶ سپتامبر ۱۹۷۱) بازیکن فوتبال اهل آلمان است.
از باشگاه‌هایی که در آن بازی کرده‌است می‌توان به باشگاه فوتبال آینتراخت فرانکفورت، باشگاه فوتبال نورنبرگ، باشگاه فوتبال فورتونا دوسلدورف، و باشگاه فوتبال اولم ۱۸۴۶ اشاره کرد.